# Lofthus (Oslo)

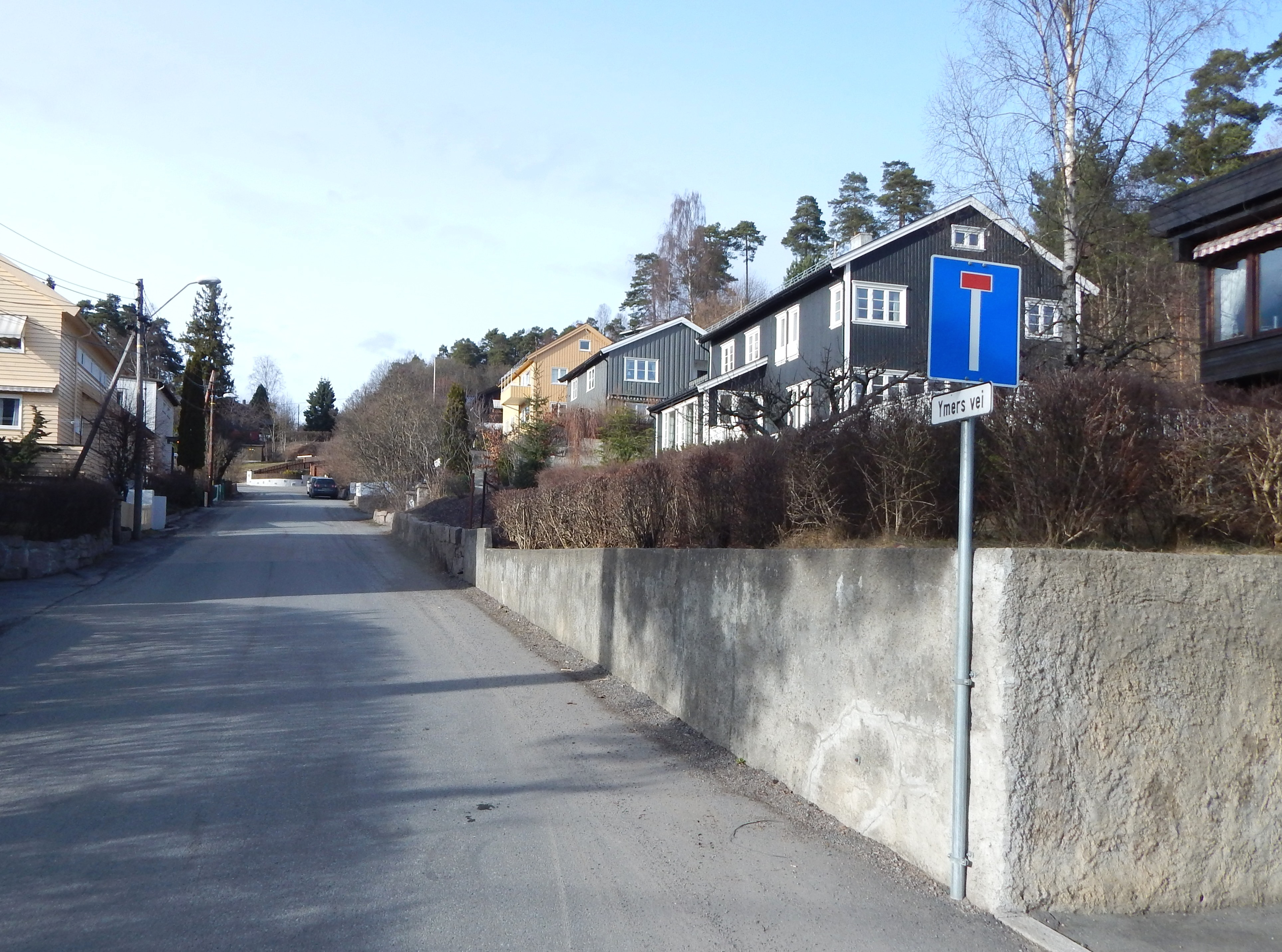
Straße in Lofthus

Lofthus ist ein Stadtviertel in der norwegischen Hauptstadt Oslo. Das Wohnviertel liegt im Stadtteil Nordre Aker.

## Lage und Geschichte
Das Stadtviertel Lofthus liegt im Osten des Stadtteils Nordre Aker. Im Norden grenzt es an das Stadtviertel Grefsen, im Westen an Storo und Nordre Åsen, im Süden an Disen sowie im Osten an Årvoll. Im Nordwesten liegt in der Lillomarka, einem Teil der Marka, die Erhebung Grefsenkollen.
Im Jahr 1882 ließ der Fabrikeigentümer Christian Schou die Holzvilla Lofthus errichten. Die Villa wurde nach dem Ort Lofthus in der westnorwegischen Region Hardanger benannt. Der zur Villa gehörende Grund wurde 1934 als Baugrund freigegeben. Es wurden in der Folge weitere Villen im funktionalistischen Stil erbaut.